# Täby prästgårds naturreservat
Täby prästgårds naturreservat är ett naturreservat i Täby kommun i Stockholms län.
Området är naturskyddat sedan 2016 och är cirka 95 hektar stort. Reservatet omfattar ett gammalt odlingslandskap med bronsåldersrösen och gravar från järnåldern och en delvis igenväxt sjö i söder. Reservatet består av betesmarker och hagar med både lövträd och ädellövträd.